# Liriomyza domestica
Liriomyza domestica este o specie de muște din genul Liriomyza, familia Agromyzidae, descrisă de Garg în anul 1971. Conform Catalogue of Life specia Liriomyza domestica nu are subspecii cunoscute.